# Anisodes strictaria
Anisodes strictaria là một loài bướm đêm trong họ Geometridae.